# Euoplos variabilis
Euoplos variabilis là một loài nhện trong họ Idiopidae.
Loài này thuộc chi Euoplos. Euoplos variabilis được William Joseph Rainbow & Pulleine miêu tả năm 1918.